# Styloleptes conspersus
Styloleptes conspersus is een hooiwagen uit de familie Gonyleptidae.